# Nazionale maschile di pallavolo del Pakistan
La nazionale maschile di pallavolo del Pakistan è una squadra asiatica e oceaniana composta dai migliori giocatori di pallavolo del Pakistan ed è posta sotto l'egida della Federazione pallavolistica del Pakistan.

## Rosa
Segue la rosa dei giocatori convocati per l'AVC Challenge Cup 2024.
| N° | Nome            | Ruolo | Data di nascita  | Squadra           |
| -- | --------------- | ----- | ---------------- | ----------------- |
| 1  | Muhammad Hamad  | C     | 18 febbraio 1998 | Mardan            |
| 6  | Waleed Khan     | P     | 3 marzo 2001     | -                 |
| 7  | Usman Ali       | S     | 22 maggio 1999   | Shahdab Yazd      |
| 8  | Aimal Khan      | O     | 10 agosto 1990   | EEFA              |
| 9  | Fakhar Din      | S     | 1º dicembre 1995 | -                 |
| 11 | Murad Khan      | O     | 2 marzo 2000     | Korean Air Jumbos |
| 13 | Muhammad Naveed | P     | 1º gennaio 1994  | -                 |
| 14 | Abdul Zaheer    | C     | 25 febbraio 1996 | -                 |
| 15 | Murad Jehan     | S     | 22 aprile 1994   | -                 |
| 16 | Afaq Khan       | S     | 26 marzo 2000    | Atıraw            |
| 18 | Musawer Khan    | C     | 15 gennaio 2005  | Hoorsun Ramsar    |
| 19 | Nasir Ali       | L     | 12 maggio 1992   | Wapda             |
| 20 | Ali Haider      | C     | 8 aprile 2000    | -                 |
| 21 | Muhammad Yaseen | L     | 2 febbraio 1999  | -                 |

## Risultati

### Competizioni AVC
| 1975 | non qualificata | -            |
| 1979 | non qualificata | -            |
| 1983 | non qualificata | -            |
| 1987 | 7º posto        | Convocazioni |
| 1989 | 4º posto        | Convocazioni |
| 1991 | 8º posto        | Convocazioni |
| 1993 | 8º posto        | Convocazioni |
| 1995 | 8º posto        | Convocazioni |
| 1997 | 7º posto        | Convocazioni |
| 1999 | 8º posto        | Convocazioni |
| 2001 | non qualificata | -            |
| 2003 | 6º posto        | Convocazioni |
| 2005 | 9º posto        | Convocazioni |
| 2007 | 13º posto       | Convocazioni |
| 2009 | non qualificata | -            |
| 2011 | 7º posto        | Convocazioni |
| 2013 | non qualificata | -            |
| 2015 | 10º posto       | Convocazioni |
| 2017 | 12º posto       | Convocazioni |
| 2019 | 7º posto        | Convocazioni |
| 2021 | 7º posto        | Convocazioni |
| 2023 | 7º posto        | Convocazioni |

| 2018 | non qualificata | -            |
| 2022 | non qualificata | -            |
| 2023 | non qualificata | -            |
| 2024 | 2º posto        | Convocazioni |
| 2025 | 2º posto        | Convocazioni |